# SK König Tegel 1949
SK König Tegel 1949 – niemiecki klub szachowy z siedzibą w Berlinie.

## Historia
Klub powstał w 1949 roku. W sezonie 1990/1991 uczestniczył w Bundeslidze, jednak spadł po sezonie z ligi. W pierwszej lidze niemieckiej zespół wystąpił ponownie w sezonie 2000/2001, w którym ponownie spadł. W Bundeslidze klub uczestniczył także w sezonach 2006/2007, 2009/2010, 2011/2012, 2013/2014, 2016/2017 i 2021/2022, za każdym razem spadając do 2. Bundesligi po sezonie gry. W tym okresie zawodnikami klubu byli m.in. Mladen Muše, Robert Rabiega, Michael Richter i René Stern. W 2022 roku zespół rywalizował w Pucharze Europy. SK König Tegel wygrał wówczas z SC En Passant, Taflfélag Reykjavíkur i KSK Rochade Eupen-Kelmis, zremisował z Sharks 4NCL, a przegrał z CA Silla, SG Riehen i Perfectem, zajmując w końcowej klasyfikacji 34. miejsce. W 2023 roku zespół spadł z 2. Bundesligi.